# Simutrans
Simutrans  est un jeu de simulation gratuit et open source, disponible sous Windows, BeOS et Linux. Axé sur le transport des biens, du courrier et des personnes, ce jeu a été écrit par Hansjörg Malthaner. De nouvelles versions sont disponibles régulièrement. Le jeu est similaire à Transport Tycoon (et donc aussi à OpenTTD).

## Synopsis
Simutrans permet de développer un réseau routier, ferroviaire (tram et train), fluvial et aérien, de construire des infrastructures (gares, voies du circulation, bâtiments, des dépôts, mais également de modifier le relief. Le jeu inclut de nombreux modèles différents de bateaux, trains et véhicules. Il est multilingue et peut être configuré pour jouer avec des cycles jour/nuit. Une option de jeu libre ("freeplay") permettant de jouer sans crainte de banqueroute est également disponible. Le but n'est pas tant de développer le réseau que de gérer les investissements et coûts de transport entre les sites de production de matière première, de traitement puis de production et de distribution.

## Système de jeu

### Modes de jeu

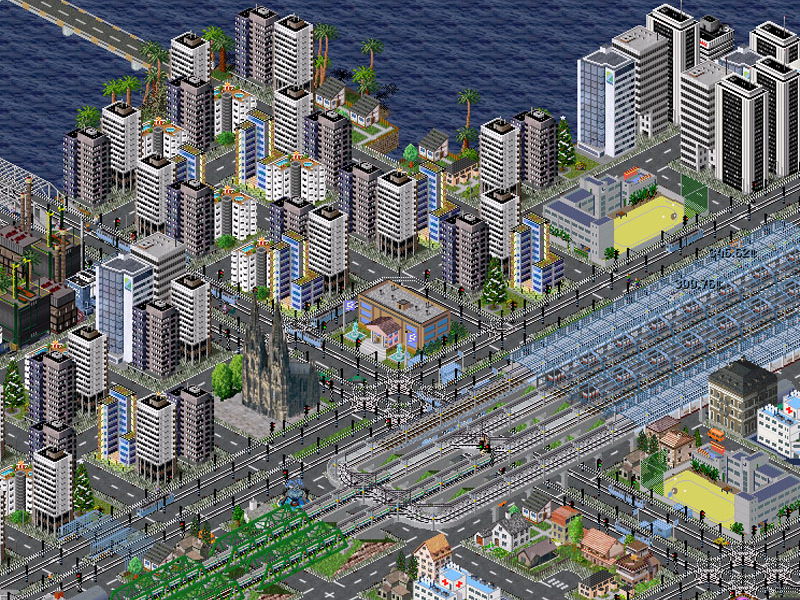
Simutrans pak64

Dans les versions récentes, il est possible de choisir entre différents graphismes, nommés paksets : pak64 (anciennement 64x64) et ses différentes déclinaisons, pak128 (anciennement 128x128) et déclinaisons, pak32, pak48, pak96, pak192, tous en développement constant. Dans tous les cas, comme dans un jeu de gestion de transport classique, de nouveaux types de véhicules apparaissent et disparaissent avec le temps.
Il est possible de jouer sur des cartes de différentes tailles, de gérer le format des villes, le nombre d'attractions touristiques, le nombre d'industries par ville, et le nombre de villes au début de la partie.
Le projet est désormais Open source : il est offert à chacun de dessiner des bâtiments des véhicules, de proposer simplement des idées, ou de participer activement au développement du jeu  et aux traductions des textes. De nombreux addons (trains, wagons, bâtiments, véhicules, avions...) sont disponibles sur internet, créés par des passionnés.
Comme beaucoup d'autres jeux tels que Railroad Tycoon ou Transport Tycoon, son unique but est de créer une économie stable et de prospérer en évitant la banqueroute, et ce le plus longtemps possible.

### Principales options du jeu
- Au lancement du jeu
  - Freeplay : Permet au joueur qui découvre le jeu pour la première fois de tricher et de jouer sans banqueroute.
  - Res 2,3,4 : Permet de choisir la résolution graphique utilisée
  - Nomidi : Jouer sans musique
  - Startyear : Permet de définir la première année où l'on commence la partie
  - Refresh 1 à 4 : Permet de régler les performances du jeu en fonction de votre ordinateur
  - Pak : permet de choisir sur quel objets on veut jouer (64x64,128x128,scénarios spécifiques, etc.)
- Dans le jeu
  - Nombre de joueurs virtuels à jouer en même temps que vous sur la même carte
  - Volume du son
  - Couleur du joueur
  - Options graphiques
  - Défilement
  - Charger/Sauver une partie
  - Les configuration d'affichage
- Début de partie
  - Choix de la carte
  - Taille de la carte
  - Taille des villes
  - Nombre d'industries par ville
  - Nombre d'industries hors des villes
  - Taux de relief
  - Niveau de la mer
  - Trafic routier
  - Nombre d'attractions touristiques dans les villes

### Ergonomie
Le jeu fonctionne principalement grâce à des barres d'outils, chaque menu s'ouvre sous forme de fenêtre flottante.
Les fenêtres sont elles-mêmes constituées de boutons d'action, celui-ci sélectionné le curseur change de forme, et rend l'action sur la carte possible. Le mode loupe à deux fonctions : ouvrir les menus des dépôts de véhicule et prendre des informations sur la carte ou les industries.
Il est possible de relier plusieurs lignes, tel qu'une ligne fluviale soit en continuité avec une ligne routière pour transporter le chargement sur mer puis sur terre.
Un train peut mesurer jusqu'à 24 éléments (ou cases), et être constitué de wagons de plusieurs types.

### Transports
Les camions, comme les trains et les bateaux, peuvent transporter des marchandises, parmi lesquelles (liste non exhaustive) :
- Passagers
- Courrier
- Lait
- Ciment
- Béton
- Bois
- Acier
- Grain
- Planches
- Caisses de bien (produits finis)
- Papier
- Matière plastique
- Hydrocarbures
- Pierre
- Sable
- Textile
- Voitures
- Minerai